# Dentiovula parvita
Dentiovula parvita là một loài ốc biển, là động vật thân mềm chân bụng sống ở biển trong họ Ovulidae.